# Glenea extensa
Glenea extensa é uma espécie de escaravelho da família Cerambycidae. Foi descrito por Francis Polkinghorne Pascoe em 1858.  É conhecida a sua existência em Borneo e Malásia.

## Varietas
- Glenea extensa var. bipunctulipennis Breuning, 1958
- Glenea extensa var. jubaea Pascoe, 1866
- Glenea extensa var. mima J. Thomson, 1865